# 6807 Brünnow
A 6807 Brünnow (ideiglenes jelöléssel 6568 P-L) a Naprendszer kisbolygóövében található aszteroida. Cornelis Johannes van Houten,  Ingrid van Houten-Groeneveld és Tom Gehrels fedezte fel 1960. szeptember 24-én.